# Stazione di Mykolaïv
La stazione di Mykolaïv è lo scalo ferroviario della città di Mykolaïv, nella omonima oblast in Ucraina e risale all'inizio del XX secolo. 

## Storia

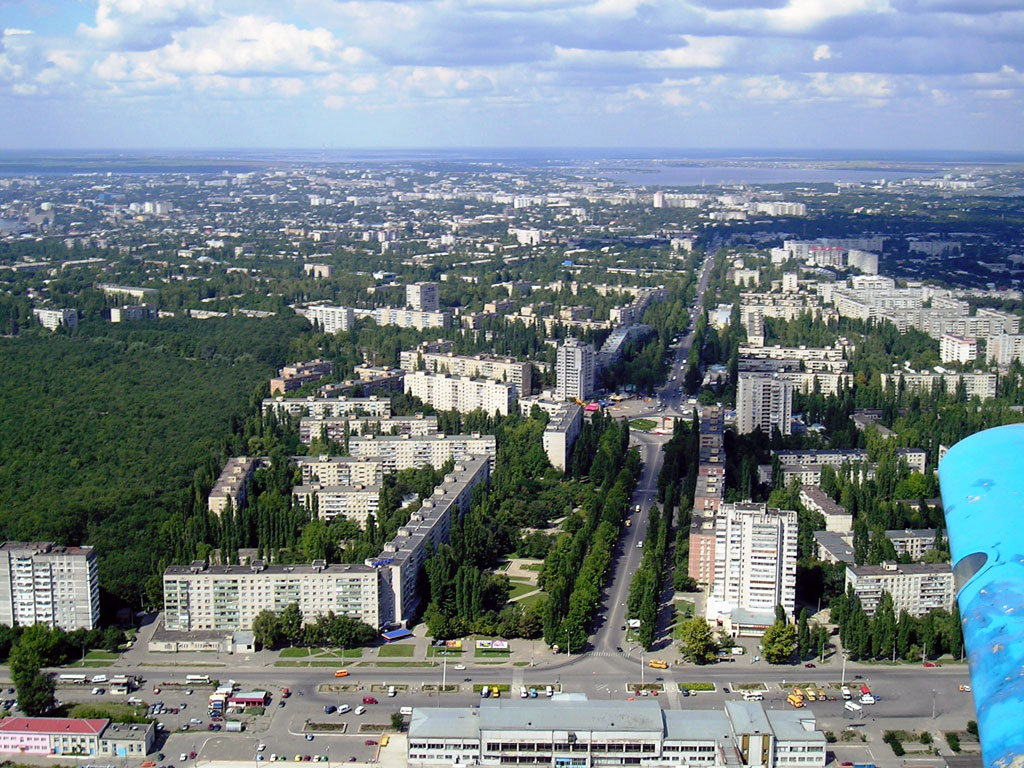
Veduta aerea della stazione col viale Novozavodskaja

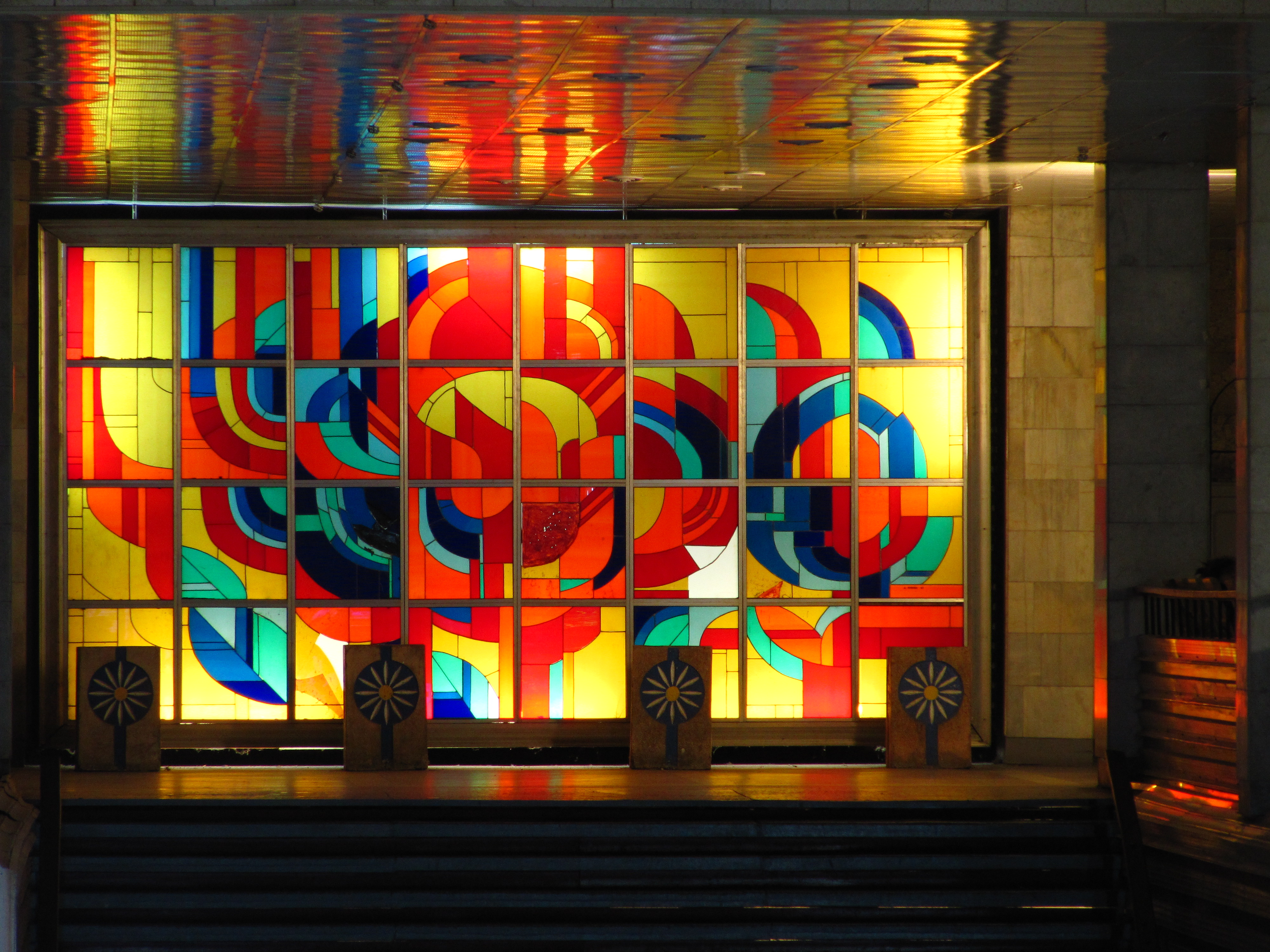
Vetrate all'interno della stazione ferroviaria di Mykolaiv

La stazione fu costruita nel 1908 e originariamente ebbe un nome diverso, Vodopoy. Il nome recente risale al 1987 con la costruzione dell'edificio moderno. Come le altre stazioni ucraine è stata coinvolta nel piano di evacuazione dei civili dalle zone a rischio durante l'invasione russa dell'Ucraina del 2022.

## Strutture e servizi
La stazione ferroviaria svolge servizio passeggeri e merci e si trova sulla linea che unisce la stazione di Odessa centrale e la stazione di Cherson, nella parte orientale della città di Mykolaïv, sulla riva sinistra dell'estuario del Bug Orientale. Oltre alle città meridionali la stazione è unita alla capitale Kiev ed alle principali città ucraine. Trovandosi a breve distanza dal porto della città che permette il collegamento diretto col Mar Nero svolge anche trasbordo in mare per l'esportazione internazionale.